# ジャン＝ウード・モーリス
ジャン＝ウード・モーリス（フランス語: Jean-Eudes Maurice、1986年6月21日 - ）は、フランス・ヴァル＝ド＝マルヌ県・アルフォールヴィル出身の元サッカー選手。現役時代のポジションはフォワード。

## 経歴

### クラブ
地元のUJAアルフォールヴィルからパリ・サンジェルマンFCの下部組織に移り、2009年11月20日オリンピック・マルセイユ戦でクレマン・シャントームとの交代出場でリーグ・アンデビューし、同年12月2日USブローニュ戦で初ゴールを記録した。

### 代表
2011年9月2日2014 FIFAワールドカップ・北中米カリブ海予選アメリカ領ヴァージン諸島代表戦で初出場、初得点した。

## タイトル
| シーズン | チーム | タイトル               |
| -------- | ------ | ---------------------- |
| 2010     | パリSG | クープ・ドゥ・フランス |
| 2014     | パリSG | リーグ・アン           |